# كارلو ماوري
كارلو ماوري (بالإيطالية: Carlo Mauri)‏ هو مستكشف إيطالي، ولد في 25 مارس 1930 في ليكو في إيطاليا، وتوفي بنفس المكان في 31 مايو 1982 بسبب نوبة قلبية.

## وصلات خارجية
- كارلو ماوري على موقع IMDb (الإنجليزية)
- كارلو ماوري على موقع قاعدة بيانات الفيلم (الإنجليزية)